# Прожектор

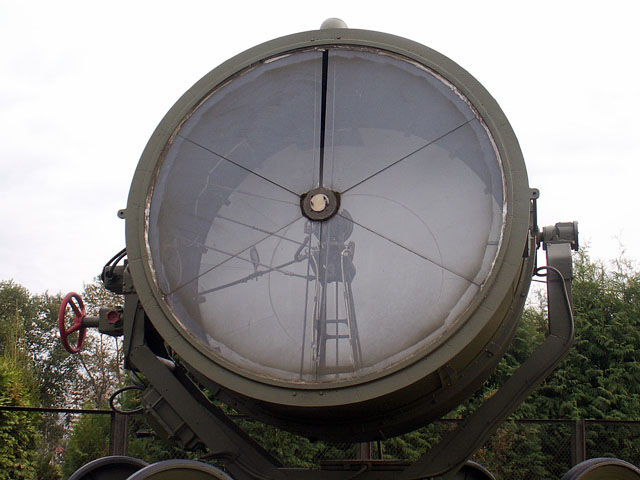
Прожектор типа 3-15-4Б обр. 1939 года с дальностью действия около 12 км

Прожектор (фр. projecteur, от латинского projectus «брошенный вперёд») — неизображающий оптический прибор, перераспределяющий свет лампы (ламп) внутри малых телесных углов и обеспечивающий угловую концентрацию светового потока. 
В прожекторе световой поток лампы концентрируется в ограниченном пространственном угле с помощью зеркальной или зеркально-линзовой оптической системы. Чертёж первого прожектора был составлен Леонардо да Винчи в Атлантическом кодексе.
Один из первых прожекторов создан Иваном Петровичем Кулибиным.

## Описание

Прожекторы 150Вт и 1000Вт с галогенными лампами, как правило, используются для освещения гаражных боксов или дачных участков

Прожектор состоит из источника света (лампы, дающей ненаправленный, или направленный под широким углом свет) и рефлектора и/или линзы, концентрирующих свет в нужном направлении. В качестве рефлектора обычно используется параболическое, либо гиперболическое (в случае использования совместно с линзой) зеркало. В качестве линзы обычно используется линза Френеля, что позволяет достичь меньших габаритов и массы, чем при использовании обычных линз.
Прожекторы, предназначенные для освещения открытых пространств, требуют обязательной защиты от пыли и влаги.
Для освещения железнодорожных и автомобильных развязок, перронов аэровокзалов, морских портов, бассейнов, футбольных полей используются металлогалогенные прожекторы. В последнее время всё чаще применяются светодиодные прожекторы, обладающие высокой энергоэффективностью, не содержащие ртути, с возможностью регулировки яркости. 

### Прожекторный мостик
Прожекторный мостик — площадка на мачте или надстройке судна для размещения прожекторов.

## Классификация

### Различия прожекторов

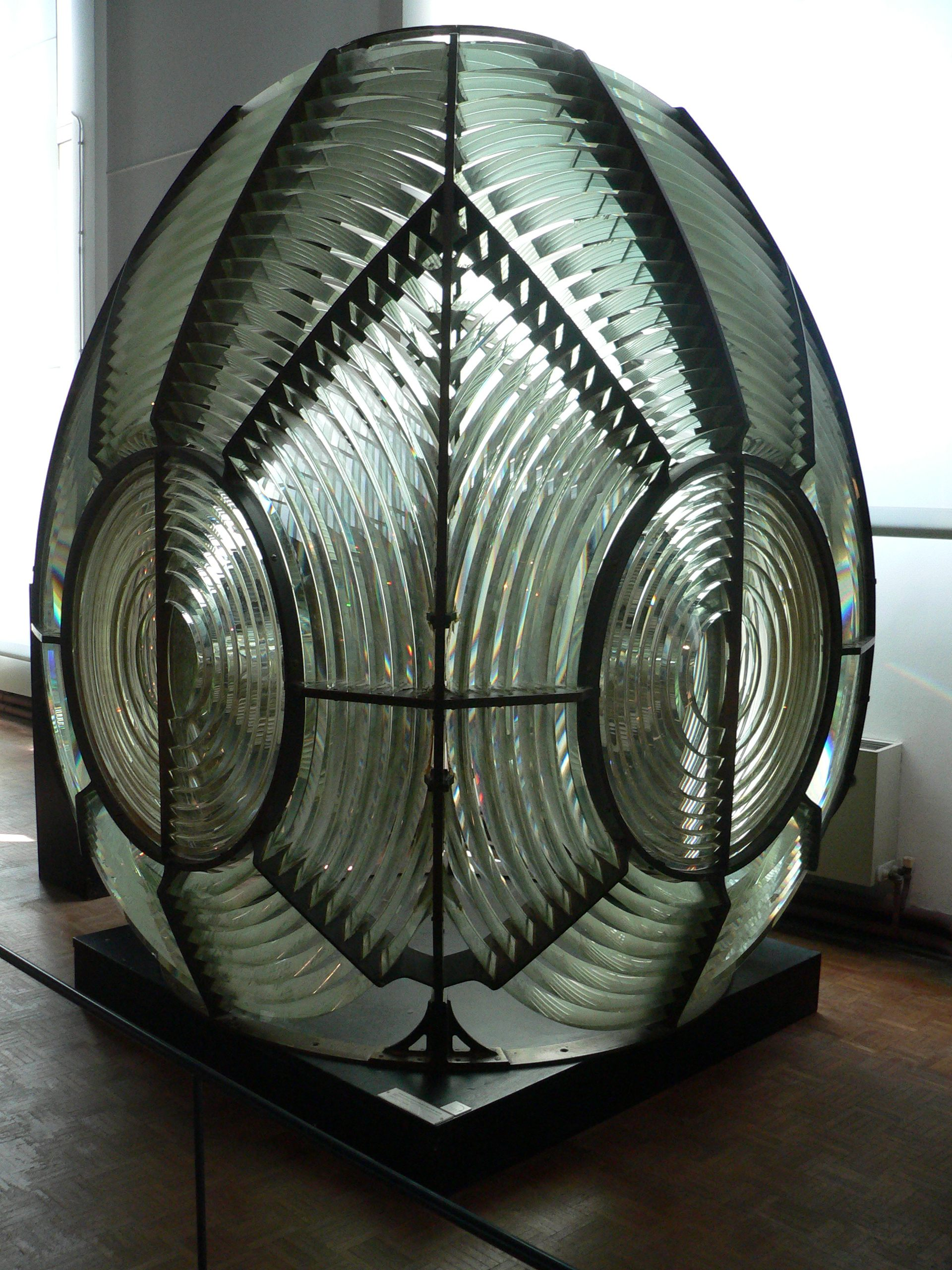
Линза Френеля в прожекторе маяка

1. дальнего действия (используются в военном деле), подающие круглые, чуть вытянутые, в форме конуса, световые пучки света, вырабатываемые стеклянными параболоидными отражателями диаметром до 3 м.
2. заливающего света (для освещения зданий, стадионов, сцен и пр.)
3. сигнальные (для передачи информации).
4. акцентные (для акцентного освещения различных объектов)

### Виды прожекторов
По типу ламп:
- Светодиодный
- Металлогалогенный
- Ксеноновый
- Ртутный
- Плазменный

По применению
- Театральный
- Промышленный

## Применение
Прожекторы могут служить как для освещения внутри помещения (к примеру, гаражный бокс), так и для наружного освещения.

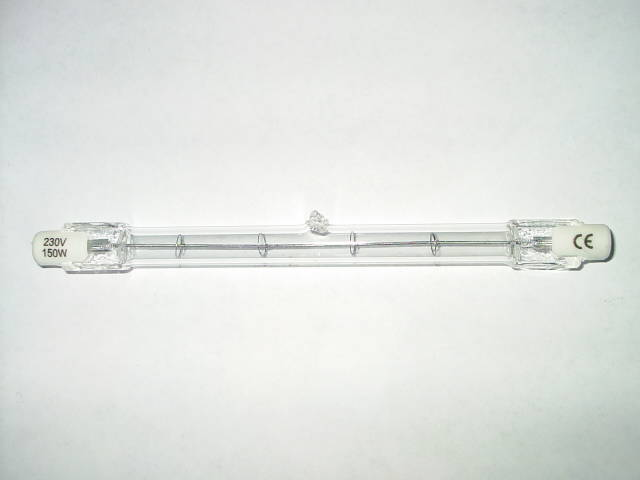
Используемая в прожекторах галогенная лампа ~230В 150Вт L=118мм